# Octopus: The Best of Syd Barrett
| Оценки критиков | Оценки критиков |
| Источник        | Оценка          |
| --------------- | --------------- |
| Allmusic        | [ 1 ]           |

Octopus: The Best of Syd Barrett — сборник лучших песен британского рок-музыканта Сида Барретта, был выпущен в 1992 году и охватывает всю сольную карьеру Барретта: альбомы The Madcap Laughs и Barrett, а также сборник Opel.

## Список композиций
1. «Octopus» — 3:48
2. «Swan Lee (Silas Lang)» — 3:14
3. «Baby Lemonade» — 4:10
4. «Late Night» — 3:14
5. «Wined and Dined» — 2:56
6. «Golden Hair» — 2:00
7. «Gigolo Aunt» — 5:45
8. «Wolfpack» — 3:45
9. «It Is Obvious» — 2:56
10. «Lanky (Part 1)» — 5:32
11. «No Good Trying» — 3:25
12. «Clowns and Jugglers» — 3:27
13. «Waving My Arms in the Air» — 2:07
14. «Opel» — 6:26